# دانشگاه فرهنگیان
دانشگاه فرهنگیان، دانشگاهی برای تأمین، تربیت و توانمندسازی معلمان آموزش ابتدایی و دبیران متوسطهٔ اول و دوم و هنرستان‌ها و نیروی انسانی (کارکنان) وزارت آموزش و پرورش در ایران است. این دانشگاه در سال ۱۳۹۰ هجری شمسی برابر با سال ۲۰۱۲ میلادی ابتدا با تأسیس پردیس دختران فاطمه الزهرای تبریز کار خود را آغاز کرد و سپس با تجمیع کلیهٔ مراکز تربیت معلم سراسر ایران تأسیس شد و ۹۸ واحد دانشگاهی (در قالب ۶۴ پردیس دانشگاهی و ۳۴ دانشکده) دارد. دانشگاه فرهنگیان علاوه بر تربیت معلم و دبیر به تربیت مدیران و معاونان مدارس نیز می‌پردازد. دانشگاه تربیت دبیر شهید رجایی وابسته به سامانهٔ دانشگاهی فرهنگیان نبوده و بیشتر زیر نظر وزارت علوم، تحقیقات و فناوری است.
در حال حاضر ۹۴۵۹۴ دانشجو و ۱۲۲۰ عضو هیئت علمی و استاد در این دانشگاه مشغول فعالیت می‌باشند. هم‌چنین تعداد ۱۰۹۹۵ مهارت‌آموز و بیش از ۱۳۲۲۲۱ دانش‌آموخته از آغاز تأسیس دانشگاه تا کنون داشته است. تعداد پردیس‌ها و مراکز آموزشی در دانشگاه فرهنگیان نیز تاکنون ۹۸ واحد است.
براساس تحلیل‌های انجام‌شده این مرکز تاکنون ۸۸۱۸ مقالهٔ علمی در نشریات و همایشهای داخلی منتشر نموده است. علاوه بر این تاکنون ۵۲۸ مقاله معتبر بین‌المللی نیز از این مرکز استخراج شده است. دانشگاه فرهنگیان صاحب امتیاز و ناشر یک مجلهٔ تخصصی است و تاکنون ۲۷ همایش توسط دانشگاه فرهنگیان برگزار شده است.

## تأسیس دانشگاه
دانشگاه فرهنگیان در دی ۱۳۹۰، با تصویب شورای عالی انقلاب فرهنگی و با تجمیع کلیهٔ مراکز تربیت معلم سراسر ایران تأسیس شد و از سال ۱۳۹۱ شروع به کار کرد. این دانشگاه هر چند نوپاست اما متکی به پیشینهٔ صدسالهٔ مراکز تربیت معلم در ایران است. این دانشگاه طبق سند تحول بنیادین آموزش و پرورش مستند به راهکارهای زیر است:
- راهکار ۱/ ۱۱ - استقرار نظام ملی تربیت معلم و راه‌اندازی دانشگاه ویژه فرهنگیان با رویکرد آموزش تخصصی و حرفه‌ای تربیت محور توسط وزارت آموزش و پرورش با همکاری دستگاه‌های ذی‌ربط
- راهکار ۲/ ۱۱ - طراحی و ارتقای نظام تربیت حرفه‌ای معلمان در آموزش و پرورش با تأکید بر حفظ تعامل مستمر دانشجومعلمان با مدارس و نهادهای علمی و پژوهشی در طی این دوره و فراهم آوردن امکان کسب تجربیات واقعی از کلاس درس و محیط‌های آموزشی.
- راهکار ۱۰/ ۱۱ - جلب مشارکت دانشگاه‌های برتر و حوزه‌های علمیه در امر تربیت تخصصی-حرفه‌ای و دینی معلمان، کارشناسان و مدیران با همکاری دانشگاه فرهنگیان

دانشگاه فرهنگیان دارای شخصیت حقوقی و استقلال اداری و مالی و وابسته به وزارت آموزش و پرورش است که با نظارت مستقیم و فرامین وزارت علوم و تحقیقات فعالیت کرده و به صورت هیئت امنایی اداره می‌شود. با تأسیس «دانشگاه»، مجتمع آموزش عالی پیامبر اعظم (ص) و مراکز تربیت معلم تحت پوشش آن در این دانشگاه ساماندهی شده است. این دانشگاه کار تربیت معلم را از سال ۱۳۹۱ با جذب ۲۵ هزار دانشجوی متعهد خدمت آغاز کرد.

## آموزش
دانشگاه فرهنگیان در حال حاضر سه نوع دانشجو می‌پذیرد:
1. دانشجوی کارشناسی پیوسته (دانشجو معلم): این افراد با مدرک تحصیلی دورهٔ متوسطه و از طریق آزمون سراسری و پس از مصاحبه و گزینش انتخاب می‌شوند. نحوهٔ آموزش این دانشجومعلمان به صورت تمام‌وقت و شبانه‌روزی است. برنامهٔ کلاسی این دانشجومعلمان روزهای شنبه تا چهارشنبه است. آنان از ابتدای تحصیل به استخدام آموزش و پرورش درمی‌آیند و تعهد خدمت می‌دهند و پس از پایان تحصیلات به عنوان معلم در مدارس مشغول به کار خواهند شد.
2. دانشجوی کارشناسی ناپیوسته (معلم‌دانشجو): این افراد در واقع معلمان دارای مدرک کاردانی هستند که در دورهٔ کارشناسی ناپیوسته ادامه تحصیل می‌دهند. برنامهٔ کلاسی این معلم‌دانشجویان معمولاً روزهای پنجشنبه و جمعه است یعنی روزهایی که مدارس تعطیل است و آنان می‌توانند در کلاس‌ها شرکت کنند.

۳. دانشجوی کارشناسی ارشد از میان معلمان، که در حال حاضر به شکل محدود است و در آینده تعداد بیشتری دانشجو را در رشته‌های متعدد و مورد نیاز آموزش و پرورش خواهد پذیرفت.
توجه به فناوری اطلاعات و ارتباطات (فاوا) از جمله راهبردهای دانشگاه است و ایجاد سامانهٔ الکترونیکی واحد و یکپارچه‌ای که تمام اطلاعات و روند کاری دانشگاه را در بر بگیرد در اولویت است. همچنین برای آموزش فناوری به دانشجویان «کارگروه توسعهٔ سواد فاوا دانشجومعلمان» سندی در این‌باره تدوین کرده است.

### رشته‌های تحصیلی
رشته‌های کارشناسی پیوسته ارائه‌شده در دانشگاه فرهنگیان، در حال حاضر عبارت‌اند از:
- علوم پایه: آموزش علوم تجربی-آموزش زیست‌شناسی - آموزش شیمی - آموزش فیزیک- آموزش کار و فناوری
- ریاضیات: آموزش ریاضی (شامل هندسه، حسابان، آمار و احتمالات و ریاضیات کاربردی)
- علوم اجتماعی: آموزش جغرافیا - آموزش تاریخ - آموزش اقتصاد - آموزش علوم اجتماعی
- ادبیات: آموزش زبان فارسی - آموزش زبان انگلیسی - آموزش زبان عربی
- ورزش: آموزش تربیت‌بدنی (عمومی و دوره متوسطه)
- علوم اسلامی: آموزش الهیات و معارف اسلامی
- روان‌شناسی: راهنمایی و مشاوره
- علوم تربیتی: آموزش ابتدایی و آموزش کودکان استثنایی
- هنر: آموزش ارتباط تصویری - آموزش هنر
- کار و فناوری: آموزش حرفه و مهارت‌های عملی

### شرایط و مراحل قبول شدن در دانشگاه فرهنگیان
در دفترچهٔ راهنمای انتخاب رشتهٔ آزمون سراسری سال ۱۳۹۹ برای گروه آزمایشی علوم انسانی ضمن اعلام ظرفیت‌های قبولی و دانشگاه‌هایی که این رشته را در پذیرش خود دارند، شرایط قبولی دانشگاه فرهنگیان به این صورت اعلام شده است:
1. ثبت نام و شرکت در کنکور سراسری.
2. مُجاز شدن به انتخاب رشته برای دانشگاه فرهنگیان براساس نتیجهٔ آزمون.
3. داشتن حداقل معدل ۱۴ در دوران دبیرستان. (البته شرط معدل برای پذیرش در این دانشگاه، با حاشیه‌هایی روبرو بود. از جمله اینکه برای مدتی به حداقل معدل ۱۵ افزایش یافت. اما با اعتراض داوطلبان و حکم دیوان عدالت اداری[پیوند مرده] این شرط، به همان حالت قبلی خود بازگشت: حداقل معدل ۱۴)
4. رسیدن به حداقل نمرهٔ کل (تراز کنکور) ۶۵۰۰ در زیرگروه مربوطه.
5. دعوت به مصاحبهٔ علمی-حضوری.
6. داشتن شرایط پزشکی لازم برای معلم شدن.
7. تاییدیهٔ هستهٔ گزینش آموزش و پرورش.

بعد از آنکه داوطلب در مصاحبهٔ گزینش نیز مورد تأیید قرار گرفت، به او نامهٔ معرفی داده می‌شود تا به ادارهٔ کل مربوطه برود و در آنجا خودش را معرفی کند.

### آزمون جامع پایانی
قرار است در پایان تحصیلات، دانشجومعلمان آزمون جامع (پایانی) معلمی را بگذرانند تا بر اساس آن گواهی‌نامهٔ صلاحیت معلمی را دریافت کنند و بتوانند در مدارس تدریس نمایند. سرپرست دانشگاه فرهنگیان در این باره گفته است: مؤلفه‌های آزمون چهار مورد است؛ یکی معدل فرد است که البته وزن نسبتاً کمتری دارد و وزن ۲۰ درصدی دارد. معدل ۱۵ به بالا پیش‌بینی شده است که به ازای هر یک نمره معدل، ۴۰ امتیاز تعلق بگیرد. دوم آزمون کتبی است؛ آزمون کتبی آزمونی است که بیشتر مؤلفهٔ دانش موضوعی و تربیتی افراد را مطابق آنچه که در برنامهٔ تربیت معلم آمده مورد سنجش قرار می‌دهد.
مولفهٔ سوم آزمون عملکردی است، آزمون عملکردی وزنش ۲۵ درصد است و ۲۵۰ نمره. این آزمون مؤلفهٔ فوق‌العاده مهمی است چراکه در اینجا به سنجش مهارت‌ها و شایستگی‌های حرفه‌ای خیلی نزدیک می‌شویم. دانشجو و به عبارتی فارغ‌التحصیل با مسائل آموزشی مواجه می‌شود و در مواجهه با این مسائل باید توانمندی خودش را برای تحلیل موقعیت مسئله دار آموزشی و تربیتی و ارائهٔ طریق برای خروج از آن وضعیت و فایق آمدن بر آن نشان بدهد.
مهم‌ترین مؤلفه در سنجش صلاحیت حرفه‌ای معلمی «پوشهٔ کار حرفه‌ای» است. پوشهٔ کار در واقع عبارت است از جایی که تمام دستاوردهای دانشجو در عرصه‌های مختلف و خصوصاً در عرصه‌های فرهنگی و اجتماعی و عمدتاً در زمینه‌هایی که به شکل داوطلبانه، انتخابی و اختیاری وارد شده (در کانون‌های دانشجویی، انجمنهای مختلف علمی، تشکل‌های مختلفی که در دانشگاه دوره‌ها، اردوها، انواع و اقسام برنامه‌هایی که جزو برنامه‌های الزامی دانشگاه نیست) شرکت کرده است. دست‌آوردهای ناشی از شرکت در این فعالیت‌ها و کاروزی که جز برنامه‌های الزامی است، در پوشهٔ کاری ثبت و ضبط خواهد شد که ۳۵۰ نمره به آن تعلق می‌گیرد.

## آموزش معلم از میان دانش‌آموختگان سایر دانشگاه‌ها
طبق مادهٔ ۲۸ اساس‌نامهٔ دانشگاه فرهنگیان، این دانشگاه می‌تواند مطابق ضوابط و مقررات وزارت آموزش و پرورش از میان دانش‌آموختگان سایر دانشگاه‌ها دانشجو جذب کند و دورهٔ یک‌سالهٔ مهارت‌آموزی معلمی را برای آنان تدارک ببیند و در صورت موفقیت به آنان گواهی صلاحیت معلمی اعطا نماید.
با تأسیس دانشگاه فرهنگیان قرار شده تا نیروهای مورد نیاز وزارت آموزش و پرورش از طریق این دانشگاه تأمین شود در حالی‌که فارغ التحصیلان و نیروهای شایسته سایر دانشگاه‌ها که تعدادشان نیز کم نیست علاقه‌مند برای حضور در بدنهٔ آموزش و پرورش کشور هستند ولی در شرایط کنونی فرصت این کار را ندارند چرا که دانش‌آموخته دانشگاه فرهنگیان نیستند. عده‌ای از صاحب‌نظران بر این باورند که می‌توان از ظرفیت دانش‌آموختگان سایر دانشگاه‌ها برای جبران کمبود نیروی انسانی مورد نیاز آموزش و پرورش بهره جست و در کنار جذب نیرو از میان دانش‌آموختگان دانشگاه فرهنگیان روش‌های سریع‌تر و کم‌هزینه‌تر دیگری را برای جذب نیرو در آموزش و پرورش به کار گرفت.
محمود مهرمحمدی سرپرست پیشین دانشگاه فرهنگیان در این‌باره گفته است: طبق اساس‌نامهٔ دانشگاه فرهنگیان می‌توانیم فارغ‌التحصیلان سایر دانشگاه‌ها را با گذراندن دورهٔ آموزشی یک‌ساله در آموزش و پرورش جذب کنیم. برای اجرای طرح جذب فارغ‌التحصیلان سایر دانشگاه‌ها در دانشگاه فرهنگیان نیازمند تدوین طرح اجرایی هستیم که هم‌اکنون این طرح در دست تهیه است و ممکن است از مهر ۹۴ این موضوع تحقق یابد.
در نخستین مرحلهٔ انجام این روش بر اساس آزمون استخدامی آموزش و پرورش (شهریور ۹۴) حدود ۳۷۰۰ نفر انتخاب خواهند شد و به مدت یک سال مهارت‌های معلمی را در دانشگاه فرهنگیان فرا خواهند گرفت.۲

## تعهد خدمت

### لغو تعهد خدمت
در صورتی که قانون متعهدین به خدمت آموزش و پرورش (مصوب ۱۳۶۹) لغو شود، از این پس دانشجویان از میان افراد دارای مدرک دیپلم و به شکل کنونی جذب نخواهند شد. البته این موضوع شامل دانشجویان کنونی این دانشگاه نخواهد داشت و آنان با داشتن تعهد خدمت به استخدام آموزش و پرورش درخواهند آمد. با توجه به کمبود نیروی متخصص با مدارک تحصیلی دانشگاهی متناسب با شرایط معلمی در دههٔ شصت و اوایل دههٔ هفتاد، در وزارت آموزش و پرورش به موجب «قانون متعهدین خدمت»، مصوب ۸ خرداد ۱۳۶۹ [مجلس شورای اسلامی]، دانشجویان مراکز و دانشگاه‌های تربیت معلم و رشته‌های دبیری دانشگاه‌ها و مؤسسات آموزش عالی مکلف شدند در آغاز تحصیل خود، به وزارت آموزش و پرورش تعهد ثبتی خدمت سپرده و از آغاز تحصیل نیز به استخدام رسمی آزمایشی وزارت مزبور درآمده و از حقوق و مزایای مربوط به مدارک تحصیلی لازم جهت ورود به دورهٔ تحصیلی مورد نظر برخوردار می‌گردیدند.
بدین ترتیب برای این‌گونه نیروهای انسانی، طرح از میزان نقش و توانمندی کسب‌شده و موفقیت خود در دوران تحصیلات دانشگاهی تضمین کاری وجود داشت و این امر یکی از نقاط ضعف اساسی دانش‌آموختگان بورسیه‌ها بوده است. با این وجود با توجه به کمبود نیروی انسانی تحصیل‌کردهٔ دانشگاهی، سپردن تعهد استخدامی و بورسیهٔ دانشجویان صرفاً برای تضمین تأمین نیروی انسانی مورد نیاز وزارت یادشده صورت می‌گرفت. این در حالی است که از اواسط دههٔ ۱۳۷۰ و با ورود کافی نیروی انسانی تحصیل‌کرده دانشگاهی به بازار کار، نه‌تنها تأمین نیروی انسانی مورد نیاز دستگاه‌های اجرایی (از جمله وزارت آموزش و پرورش) تضمین گردید، بلکه حتی امکان انتخاب نیروهای شایسته‌تر نیز برای آن‌ها فراهم شد. بدین ترتیب از آن زمان تاکنون دیگر فلسفهٔ وجودی و وجوبی جذب نیروی انسانی به صورت بورسیهٔ تعهد خدمتی در وزارت مذکور از بین رفته است.
با این وصف، جذب نیرو از طریق سپردن تعهد خدمت در وزارت مذکور تا سال ۱۳۸۶ به قوت خود باقی بود تا اینکه با اجرایی شدن قانون مدیریت خدمات کشوری و به استناد مادهٔ (۱۲۷) آن، «قانون متعهدین خدمت به وزارت آموزش و پرورش» لغو گردید و این امر یکی از درخشان‌ترین نکات قانون مدیریت خدمات کشوری بود و گامی اساسی در جهت ایجاد شایسته‌سالاری، اصلاح ترکیب کیفی نیروی انسانی و ارتقاء عملکرد در وزارت آموزش و پرورش برداشته شد. اما بعد از چند سال مجدداً بر اساس طرح نمایندگان مجلس، طی قانون الحاق دو تبصره به مادهٔ (۱۷) قانون تعیین تکلیف معلمین حق‌التدریس و آموزشیاران نهضت سوادآموزی مصوب ۱۹ مهر ۱۳۹۱ مجلس، قانون متعهدین خدمت به آموزش و پرورش مجدداً احیا گردید.
با توجه به اینکه در حال حاضر نیازهای آن وزارت برای مشاغل آموزشی به راحتی از بین فارغ‌التحصیلانی که از شایستگی‌ها و توانمندی‌های بهتری برخوردار بوده و در انتظار به دست آوردن شغل و استخدام می‌باشند، قابل تأمین بوده و دیگر نیازی به هزینه‌های اضافی برای بورسیه دانشجویان که تضمینی هم بر وجود شایستگی‌های لازم در آنان بعد از فارغ‌التحصیلی وجود ندارد، نمی‌باشد.

## بهسازی و ارزیابی منابع انسانی
یکی از وظایف و مأموریت‌های راهبردی دانشگاه فرهنگیان، توانمندسازی و ارتقای شایستگی‌های عمومی، تخصصی و حرفه‌ای منابع انسانی وزارت آموزش و پرورش از طریق آموزش‌های کوتاه‌مدت و تحصیلات تکمیلی است. یک میلیون معلم در آموزش و پرورش نیاز به بهسازی دارند و این کار در دانشگاه فرهنگیان زمینه‌ساز تحول در نظام آموزش و پرورش است. از دیرباز مراکز تربیت معلم محوری‌ترین پایگاه در امر آموزش و توانمندسازی معلمان و کارکنان وزارت آموزش و پرورش بوده‌اند. توسعهٔ مهارت حرفه‌ای و توانمندی‌های علمی و تربیتی معلمان با ارتقای کیفی آموزش‌های ضمن خدمت و برنامه‌ریزی برای روزآمد کردن اطلاعات تخصصی و تحصیلات تکمیلی معلمان متناسب با نیاز آموزش و پرورش جزو سیاست‌های کلی ایجاد تحول در نظام آموزش و پرورش است.
از سویی ارتقاء و رتبه‌بندی معلمان مستلزم استقرار نظام ارزیابی و سنجش صلاحیت‌های عمومی، تخصصی و حرفه‌ای آنان مبتنی بر شاخص‌های آموزشی، پژوهشی، فرهنگی و تربیتی است و دانشگاه فرهنگیان می‌بایست نظام ارزیابی صلاحیت معلمان را مشتمل بر شایستگی‌های، اخلاقی، اعتقادی، انقلابی، حرفه‌ای و تخصصی متناسب با مبانی و اهداف سند تحول بنیادین آموزش و پرورش ایجاد نماید.

## هیئت‌امنا
| ۱           | رئیس‌جمهور (رئیس هیئت‌امنا)                    | مسعود پزشکیان      |
| ۲           | وزیر آموزش و پرورش (نائب‌رئیس)                | علیرضا کاظمی       |
| ۳           | وزیر علوم، تحقیقات و فناوری                  | حسین سیمایی صراف   |
| ۴           | رئیس سازمان برنامه و بودجه                   | سید حمید پورمحمدی  |
| ۵           | رئیس سازمان اداری و استخدامی کشور            | علاءالدین رفیع‌زاده |
| ۶           | دبیر شورای عالی انقلاب فرهنگی                | عبدالحسین خسروپناه |
| ۷           | رئیس دانشگاه فرهنگیان                        | رجبعلی برزویی      |
| ۸           | رئیس نهاد نمایندگی رهبری در دانشگاه‌ها        | مصطفی رستمی        |
| ۹           | معاون آموزشی وزارت علوم، تحقیقات و فناوری    | روح‌الله رازینی     |
| ۱۰          | دبیرکل شورای آموزش و پرورش                   | محمود امانی        |
| ۱۱          | معاون برنامه‌ریزی و توسعه وزارت آموزش و پرورش | علی فرهادی         |
| اعضای حقوقی |                                              |                    |
| ۱           | علیرضا اعرافی                                | علیرضا اعرافی      |
| ۲           | غلامعلی حدادعادل                             | غلامعلی حدادعادل   |
| ۳           | حمید پارسانیا                                | حمید پارسانیا      |

## تاریخچهٔ ریاست دانشگاه
بعد از تصویب راه‌اندازی دانشگاه فرهنگیان در سال ۹۰، مأموریت راه‌اندازی دانشگاه فرهنگیان در سال ۱۳۹۱ به جهانبخش محبی‌نیا به عنوان سرپرست دانشگاه فرهنگیان ابلاغ شد و او به عنوان سرپرست دانشگاه علاوه بر راه‌اندازی، نسبت به سامان‌دهی و تشکیل ساختار دانشگاهی منطبق بر استانداردهای دانشگاهی اقدام کرد.
جدول زیر فهرستی از مدیران دانشگاه فرهنگیان از ابتدای تأسیس آن در سال ۱۳۹۰ است.
| ردیف | مدیرعامل              | آغاز تصدی        | پایان تصدی       | توضیحات    |
| ---- | --------------------- | ---------------- | ---------------- | ---------- |
| ۱    | اسدالله اسدی گرمارودی | دی ۱۳۹۰          | خرداد ۱۳۹۱       | سرپرست     |
| ۲    | جهانبخش محبی‌نیا       | ۱۱ خرداد ۱۳۹۱    | ۲۴ شهریور ۱۳۹۲   | سرپرست     |
| ۳    | محمود مهرمحمدی        | ۲۵ شهریور ۱۳۹۲   | ۲۰ آذر ۱۳۹۶      | سرپرست     |
| ۴    | حسین خنیفر            | ۲۰ آذر ۱۳۹۶      | ۲۰ اردیبهشت ۱۴۰۱ | اولین رئیس |
| ۵    | رضامراد صحرایی        | ۲۰ اردیبهشت ۱۴۰۱ | ۲۱ خرداد ۱۴۰۲    |            |
| ۶    | سعید غیاثی ندوشن      | ۲۱ خرداد ۱۴۰۲    | ۲۵ بهمن ۱۴۰۲     | سرپرست     |
| ۷    | رجبعلی برزویی         | ۲۵ بهمن ۱۴۰۲     | متصدی            |            |

## مأموریت‌های دانشگاه
در اساس‌نامهٔ دانشگاه فرهنگیان (مصوب ۱۳۹۰) اهداف این دانشگاه به این شرح آمده است:
1. تأمین و تربیت معلمان، مدیران، مربیان، کارکنان و پژوهشگرانی مؤمن و متعهد، معتقد به مبانی دینی و ارزش‌های اسلامی و انقلابی، دارای فضائل اخلاقی و ارزش‌های والای انسانی، کارآمد و توانمند در طراز جمهوری اسلامی
2. تربیت، توانمندسازی و ارتقای شایستگی‌های عمومی، تخصصی و حرفه‌ای منابع انسانی با تأکید بر پرورش انسان‌های متقی، کارآفرین، خودباور، خلاق و توانا در تولید علم، فناوری و نوآوری، متناسب با مبانی و ارزش‌های اسلامی و نیازهای جامعه
3. تسهیل فعالیت‌های آموزشی و پرورش در تلفیق علم و دین و مشارکت در نهضت تولید علم، افزایش سهم تولیدات علمی در محتوای آموزشی و تربیتی موردنیاز آموزش و پرورش مبتنی بر مبانی و معارف اسلامی و نیازهای ملی و کاربردی کردن دستاوردهای علمی و پژوهشی از طریق تعامل پویا و سازنده با حوزه‌های علمیه و مراکز علمی و پژوهشی داخلی، منطقه‌ای و بین‌المللی
4. ایجاد تحول و نوآوری در نظام تربیت معلم کشور و تغییر، اصلاح و ارتقای روش‌ها و برنامه‌های آموزشی و پژوهشی تربیت معلم، براساس مبانی اسلامی و آخرین تحولات علمی و بهره‌مندی از فناوری‌های نوین جهت تحقق اهداف تعلیم و تربیت اسلامی
5. توسعهٔ زمینهٔ پژوهندگی و تقویت روحیهٔ پژوهشی و گسترش دانش، بینش و مهارت‌های منابع انسانی و رصد کردن تحولات نظام‌های تربیت معلم و تحولات علمی در حوزه علوم تربیتی و آموزش و پرورش.[۳]

## وظایف و اختیارات

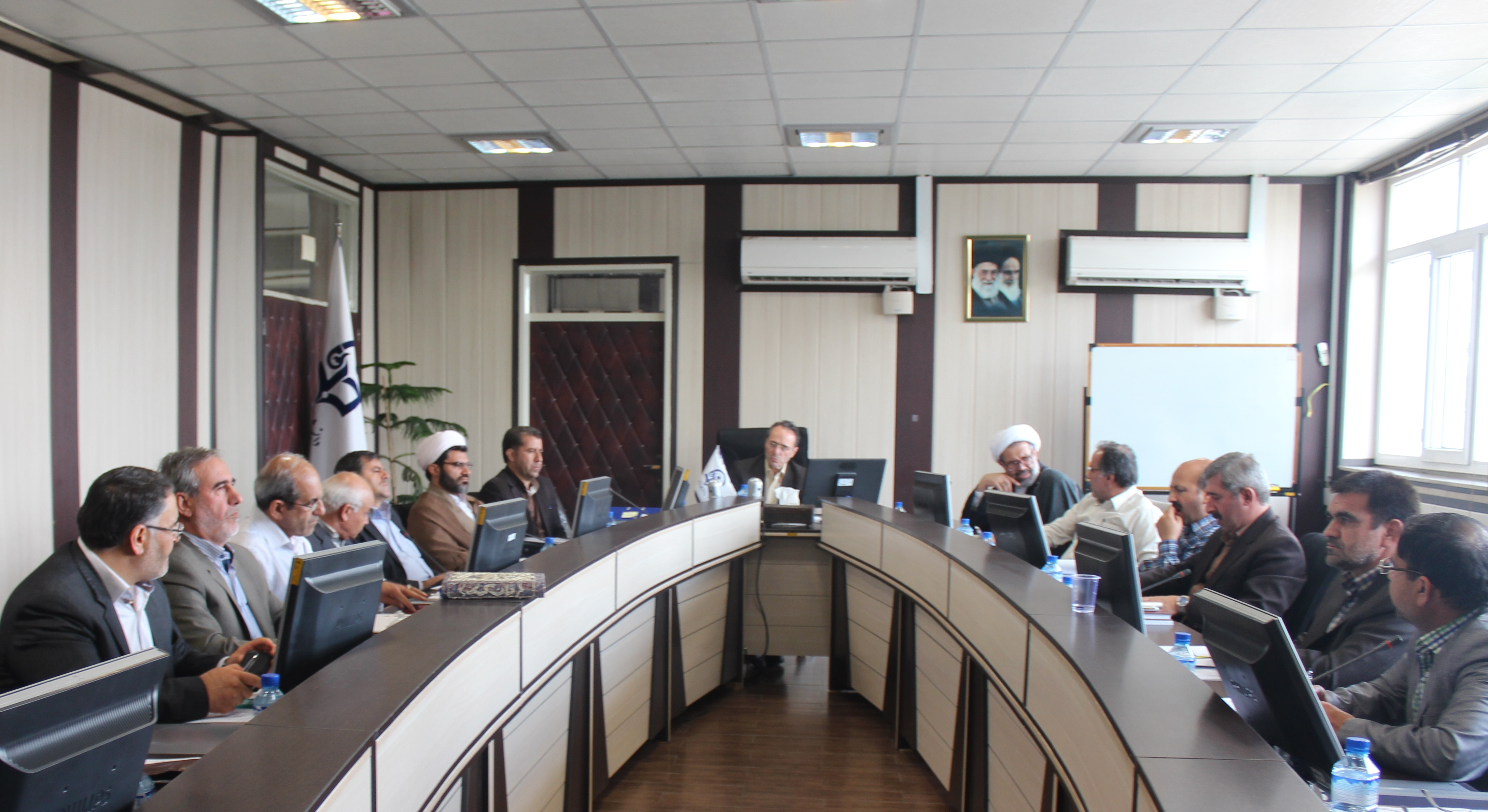
نشستی در دانشگاه فرهنگیان

1. تعلیم و تربیت دانشجومعلمان و مدیران و کارشناسانی با شایستگی‌های اخلاقی، اعتقادی، انقلابی، تخصصی و حرفه‌ای و مسلط بر مبانی و شیوه‌های تربیت اسلامی، در طراز جمهوری اسلامی ایران از طریق آموزش‌های بلندمدت، با مجوز شورای گسترش آموزش عالی
2. تربیت مدیران آموزشی و تربیتی توانمند، شایسته و تحول‌آفرین، مبتنی بر مبانی و معارف اسلامی و اقتضائات بومی
3. توانمندسازی و ارتقای سطح تربیتی، دانشی و مهارتی فرهنگیان از طریق آموزش‌های کوتاه‌مدت پس از اخذ مجوز از مراجع ذی‌صلاح
4. ارتقای توانمندی‌های دانشجومعلمان به‌منظور ایجاد مهارت تدخرریس چندرشته‌ای
5. حرکت در مسیر نظریه‌پردازی و کاربست نظریه‌های اسلامی در زمینه تعلیم و تربیت اسلامی با مشارکت حوزه‌های علمیه و مراکز علمی و پژوهشی
6. برگزاری کارگاه‌ها، همایش‌ها و گردهمایی‌های آموزشی، پژوهشی و اعتقادی و تحقیقاتی به‌منظور تولید، توصیف، تبیین و ارزیابی دانش مرتبط در عرصهٔ تعلیم و تربیت و ارتقای سطح علمی و شایستگی‌های اعتقادی، اخلاقی و حرفه‌ای دانشجومعلمان با رعایت ضوابط و مقررات مربوط
7. همکاری با مراکز آموزشی و پژوهشی که دارای فعالیت‌های علمی مرتبط هستند به‌منظور بهره‌گیری از تجارب و تخصص آنان
8. انجام مطالعات و پژوهش‌های کاربردی و تولید دانش مورد نیاز وزارت آموزش و پرورش
9. انتشار مجله، کتاب علمی، جزوهٔ آموزشی، تولید نرم‌افزار و برنامه‌های رایانه‌ای متناسب با اهداف «دانشگاه» طبق ضوابط و مقررات مربوط
10. فراهم آوردن امکان بهره‌گیری از ظرفیت مدارس تجربی در کارآموزی و کارورزی دانشجومعلمان[۳]

## پردیس‌ها و دانشکده‌ها
دانشگاه فرهنگیان دارای ۳۲ پردیس برادران و ۳۲ پردیس خواهران در استان‌ها می‌باشد. هر استان دارای دو پردیس است و شهر تهران و شهرستان‌های تهران هر کدام دو پردیس جداگانه دارند که مجموعاً ۶۴ پردیس را تشکیل می‌دهند. همچنین حدود ۳۴ مرکز آموزش عالی وجود دارد که وابسته به پردیس‌ها هستند. در کل این دانشگاه دارای حدود ۱۰۰ واحد دانشگاهی است که اکثر آن‌ها در مراکز استان‌ها و تعدادی نیز در سایر شهرهای استان‌ها قرار دارند. این پردیس‌ها و مراکز آموزش عالی عبارتند از:
- آذربایجان شرقی
  - پردیس علامه امینی تبریز
  - پردیس فاطمه الزهرا (س) تبریز
- آذربایجان غربی
  - پردیس شهید رجایی ارومیه
    - مرکز آموزش عالی شهید مطهری خوی
    - مرکز آموزش عالی امام خمینی (ره) سلماس

  - پردیس علامه طباطبایی ارومیه
- اردبیل
  - پردیس علامه طباطبایی اردبیل
    - مرکز آموزش عالی آزادگان اردبیل

  - پردیس بنت الهدی صدر اردبیل
- اصفهان
  - پردیس شهید باهنر اصفهان
    - مرکز آموزش عالی شهید دکتر آیت نجف آباد

  - پردیس فاطمه الزهرا (س) اصفهان
    - مرکز آموزش عالی شهید رجایی اصفهان
    - مرکز آموزش عالی امام خمینی (ره) کاشان
- البرز
  - پردیس امیرکبیر کرج
  - پردیس حکیم ابوالقاسم فردوسی کرج
- ایلام
  - پردیس امام جعفر صادق (ع) ایلام
  - پردیس شهید مدرس ایلام
- بوشهر
  - ** پردیس علامه طباطبایی بوشهر
  - پردیس بنت الهدی صدر بوشهر
- تهران
  - پردیس شهید مفتح شهرستانهای استان تهران (شهر ری)
  - پردیس نسیبه تهران
    - مرکز آموزش عالی شهید باهنر تهران
    - مرکز آموزش عالی شهید شرافت تهران

  - پردیس شهید چمران تهران
    - مرکز آموزش عالی شهید بهشتی تهران
    - مرکز آموزش عالی شهدای مکه تهران

  - پردیس زینبیه شهرستان‌های استان تهران (پیشوا)
    - مرکز آموزش عالی عترت واوان (اسلامشهر)
- چهارمحال بختیاری
  - پردیس بحرالعلوم شهرکرد
  - پردیس شهید باهنر شهرکرد
- خراسان جنوبی
  - پردیس شهید باهنر بیرجند
  - پردیس امام سجاد (ع) بیرجند
    - دانشگاه فرهنگیان بنت الهدی صدر فردوس
- خراسان رضوی
  - پردیس شهید بهشتی مشهد
    - مرکز آموزش عالی ثامن الحجج مشهد
    - مرکز آموزش عالی شهید رجایی تربت حیدریه
    - مرکز آموزش عالی علامه طباطبایی سبزوار
    - مرکز آموزش عالی دانشور نیشابور

  - پردیس شهید هاشمی نژاد مشهد
- خراسان شمالی
  - پردیس امام محمدباقر (ع) بجنورد
  - پردیس امام جعفر صادق (ع) بجنورد
- خوزستان
  - پردیس حضرت رسول اکرم (ص) اهواز
    - مرکز آموزش عالی شهید رجایی دزفول
    - مرکز آموزش عالی امام جعفر صادق بهبهان
    - مرکز آموزش عالی امام رضا (ع) اندیمشک
    - مرکز آموزش عالی شیخ مرتضی انصاری دزفول

  - پردیس فاطمه الزهرا (س) اهواز (مرکز حجاب و مرکز دختران آبادان)
    - مرکز آموزش عالی حضرت خدیجه کبری (س) دزفول
- زنجان
  - پردیس شهید بهشتی زنجان
  - پردیس الزهرا (س) زنجان
- سمنان
  - پردیس شهید رجایی سمنان
  - پردیس شهید رجایی سمنان
  - پردیس الزهرا (س) سمنان
- سیستان و بلوچستان
  - پردیس شهید مطهری زاهدان
  - پردیس رسالت زاهدان
- فارس
  - پردیس شهید رجایی شیراز
    - مرکز آموزش عالی بعثت شیراز
    - مرکز آموزش عالی شهید بهشتی اقلید
    - مرکز آموزش عالی شهید مطهری زرقان (آب‌باریک)

  - پردیس باهنر شیراز
    - مرکز آموزش عالی زینب کبری (س) کازرون
    - مرکز آموزش عالی سلمان‌فارسی شیراز
- قزوین
  - پردیس شهید رجایی قزوین
  - پردیس بنت الهدی صدر
- قم
  - پردیس آیت‌الله طالقانی قم
    - مرکز آموزش عالی شهید سلیمانی قم

  - پردیس حضرت معصومه (س) قم
- کردستان
  - پردیس شهید مدرس سنندج
  - پردیس بنت الهدی صدر سنندج
- کرمان
  - پردیس خواجه نصیرالدین طوسی کرمان
  - پردیس شهید باهنر کرمان
- کرمانشاه
  - پردیس شهید رجایی کرمانشاه
  - پردیس شهید صدوقی کرمانشاه
- کهگیلویه و بویراحمد
  - پردیس شهید ایزدپناه یاسوج
  - پردیس کوثر یاسوج
- گلستان
  - پردیس آیت‌الله خامنه‌ای گرگان
  - پردیس امام خمینی (ره) گرگان
- گیلان
  - پردیس امام علی (ع) رشت
  - پردیس بنت الهدی صدر رشت
- لرستان
  - پردیس علامه طباطبایی خرم‌آباد
  - پردیس آیت‌الله کمالوند خرم‌آباد
    - مرکز آموزش عالی شهید میرشاکی الیگودرز
    - مرکز آموزش عالی زینب کبری بروجرد
- مازندران
  - پردیس صدیقه طاهره
    - مرکز آموزش عالی بیت الهدی آمل
    - مرکز آموزش عالی حضرت فاطمه (س) قائمشهر

  - پردیس شریعتی ساری
  - مرکز آموزش علی شهید رجایی بابل
  - مرکز آموزش عالی نوشهر
- مرکزی
  - پردیس زینب کبری (س) اراک
  - پردیس شهید باهنر اراک
- هرمزگان
  - پردیس شهید بهشتی بندرعباس
  - پردیس فاطمه الزهرا (س) بندرعباس
- همدان
  - پردیس شهید باهنر همدان
  - پردیس شهید مقصودی همدان
- یزد
  - پردیس شهیدان پاکنژاد یزد
  - پردیس فاطمه الزهرا (س) یزد[۱۸]

## ساختار سازمانی
هیئت امنای دانشگاه
-رئیس دانشگاه
-دفتر نهاد نمایندگی رهبری
-هیئت رئیسه دانشگاه
-شورای دانشگاه
-شورای مشورتی
-دبیرخانه هیئت رسیدگی به تخلفات اداری کارکنان و انتظامی اعضای هیئت علمی
-دبیرخانه هیئت اجرایی جذب اعضای هیئت علمی
-اداره کل حوزه ریاست، امورهماهنگی استانها و روابط عمومی
-اداره کل حقوقی، املاک و قراردادها
-اداره کل حراست.
-اداره کل نظارت، ارزیابی عملکرد و رسیدگی به شکایات
-دبیرخانه امور هیئت امناء
-اداره گزینش
-مرکز آمار، فناوری اطلاعات و ارتباطات
-اداره امور شاهد و ایثارگران
-معاونت آموزشی و تحصیلات تکمیلی
دفتر برنامه‌ریزی و نظارت آموزشی
دفتر آموزش‌های مجازی و کوتاه مدت
اداره کل خدمات آموزشی و امور فارغ التحصیلان
دفتر گسترش و تحصیلات تکمیلی
-معاونت پژوهشی و فناوری
دفتر برنامه‌ریزی و نظارت امور پژوهشی و بانک‌های اطلاعاتی
دفتر فناوری، قطب‌ها و پارک‌های علمی
دفتر همکاری‌های علمی، پژوهشی ملی و بین‌المللی
اداره کل اسناد، انتشارات و کتابخانه‌ها
-معاونت فرهنگی
دفتر برنامه‌ریزی و نظارت فرهنگی
اداره کل امور فرهنگی
اداره کل کانون‌ها، تشکل‌ها و نشریات
-معاونت دانشجویی
اداره کل خدمات رفاهی و دانشجویی
اداره کل بهداشت، سلامت و تغذیه
اداره کل تربیت بدنی
اداره کل مشاوره و روان‌شناسی
-معاونت توسعه مدیریت و منابع
اداره کل امور مالی
اداره کل امور اداری و تشکیلات
دفتر طرح برنامه و امور عمرانی
اداره کل امور پشتیبانی و رفاه
-معاونت هماهنگی
مرکز هماهنگی امور پردیس‌های برادران
مرکز هماهنگی امور پردیس‌های خواهران

## نظرات پیرامون
یکی از فعالان صنفی معلّمان معتقد است که هدف از تأسیس دانشگاه فرهنگیان کمک به آموزش در ایران نبوده است، بلکه مسئولان آموزش و پرورش در پی تربیت معلّمانی بوده‌اند که «منقاد» و «مقلد» ایدئولوژی رسمی و حکومتی باشند. او در این باره می‌گوید: «البته حاکمیت در هدف خود ناکام بوده است. چرا که اغلب معلّمانی هم که با ایدئولوژی حاکمیت همراهی می‌کنند، به‌واسطهٔ منفعت، ترس یا ترکیبی از این دو، تسلیم جریان و سیستم حاکم شده‌اند. در بین صدها هزار معلّمی که در ایران داریم، به لحاظ اعتقادی دیگر حتی به اندازهٔ انگشتان یک دست هم معلّم باورمند به ارزش‌های حکومتی نمی‌توانید پیدا کنید. خود حاکمیت هم کاملاً بر این امر واقف است.»

## نگارخانه

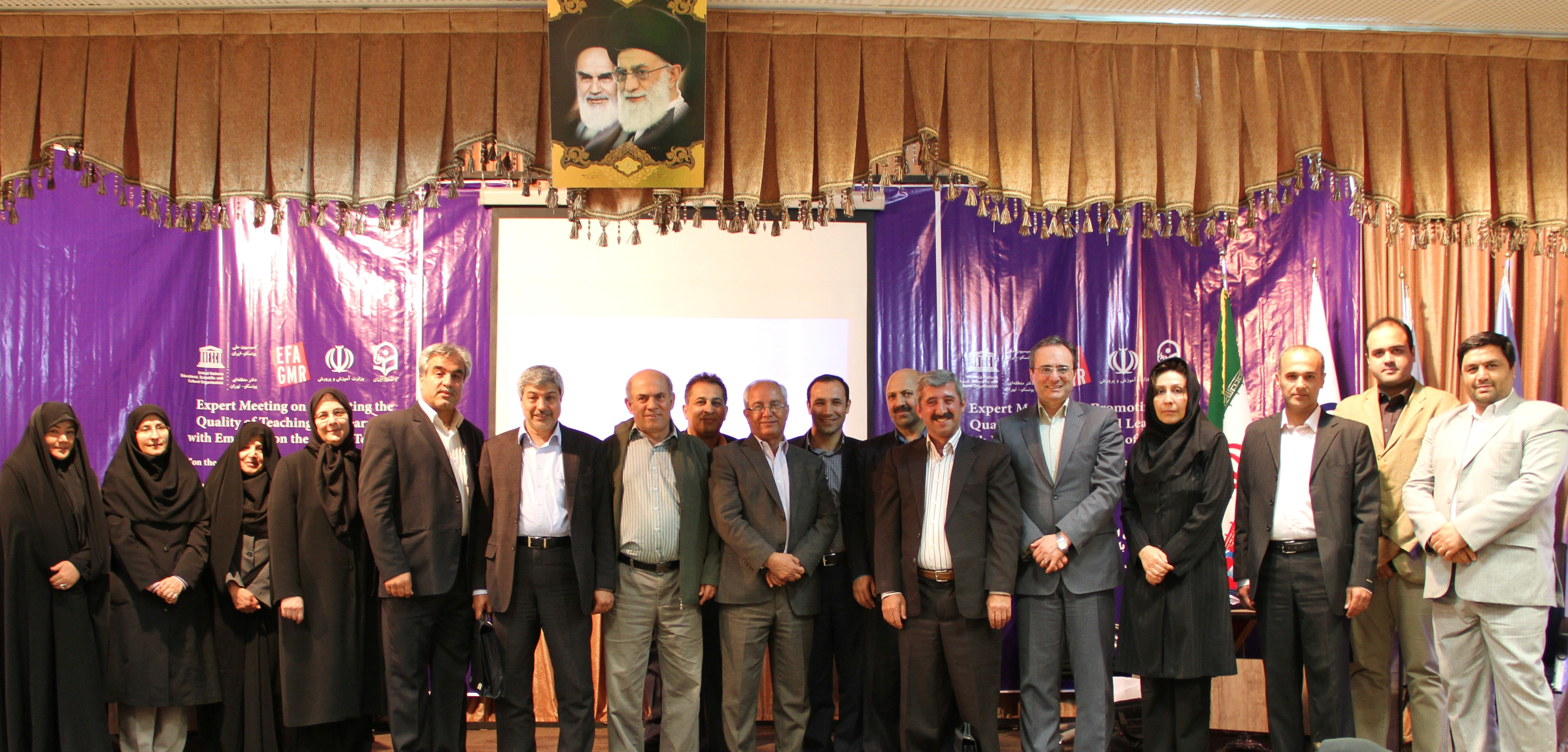
نشست ارتقای کیفیت یادگیری و آموزش معلمان
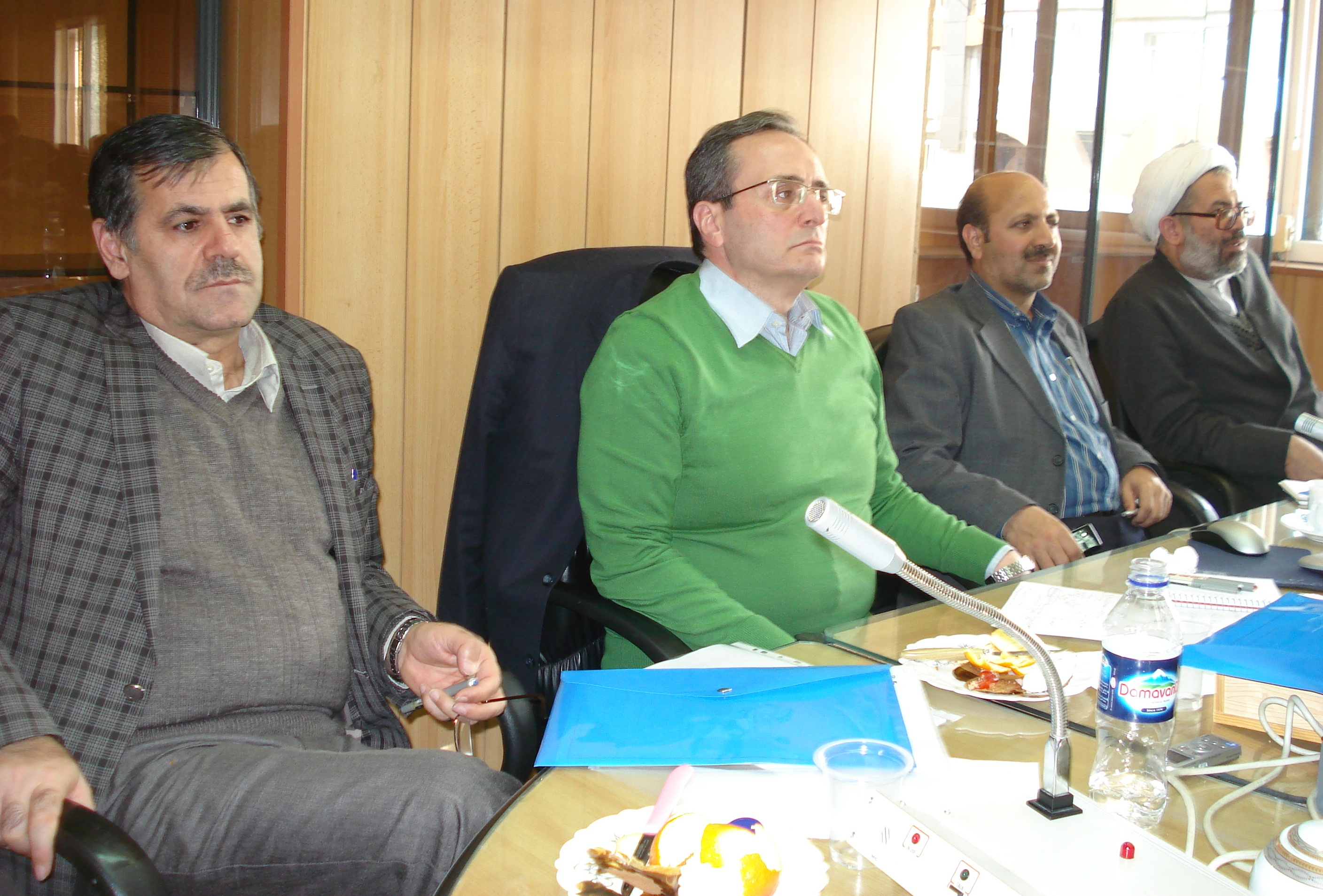
سرپرست سابق و چند تن از معاونان دانشگاه فرهنگیان